# Hipopótamo de Madagascar
Diversas especies de hipopótamo de Madagascar o hipopótamo malgache (también conocido como hipopótamo enano de Madagascar o hipopótamo pigmeo de Madagascar o malgache en lugar de Madagascar) habitaron la isla de Madagascar, ahora extintos. Los animales fueron muy similares a los hipopótamos existentes y a los hipopótamos pigmeos. El registro fósil sugiere que al menos una especie de hipopótamo vivió hasta hace unos mil años,  y otras evidencias sugieren que la especie pudo haber sobrevivido hasta mucho más recientemente.  La taxonomía de estos animales no se resuelve y no se estudió ampliamente. Se cree que varias especies han sobrevivido hasta la era del Holoceno.